# ماریچیکا پویکا
ماریچیکا پویکا (رومانیایی: Maricica Puică؛ زادهٔ ۲۹ ژوئیهٔ ۱۹۵۰) دونده زن اهل رومانی بود.
از افتخارات وی می‌توان به کسب مدال طلا دو ۳۰۰۰ متر در بازی‌های المپیک تابستانی ۱۹۸۴ اشاره کرد.